# Aftersun
Aftersun – brytyjsko-amerykański dramat filmowy z 2022 roku w reżyserii Charlotte Wells, będący jej pełnometrażowym debiutem. W rolach głównych wystąpili Paul Mescal oraz Frankie Corio grający odpowiednio ojca, Caluma, i córkę, Sophie, którzy spędzają wakacje w tureckim kurorcie. Celia Rowlson-Hall wcieliła się w dorosłą Sophie wspominającą tamten wyjazd.
Obraz miał swoją światową premierę 21 maja 2022 roku na 75. MFF w Cannes, gdzie brał udział w rywalizację o nagrodę Złotej Kamery za najlepszy debiut reżyserski. Film spotkał się z szerokim uznaniem krytyków chwalących reżyserię i scenariusz Wells oraz role Corio i Mescala. Aftersun otrzymał cztery nominacje do nagród BAFTA, podczas których Wells zdobyła nagrodę za najlepszy debiut brytyjskiego pisarza, reżysera lub producenta. Mescal był nominowany w 2023 roku do Oscara dla najlepszego aktora pierwszoplanowego. Aftersun został uznany jeden z najlepszych filmów 2022 roku przez National Board of Review i czasopismo filmowe „Sight and Sound”.

## Obsada
- Paul Mescal – Calum
- Frankie Corio – Sophie
- Celia Rowlson-Hall – dorosła Sophie
- Sally Mesham – Belinda
- Brooklyn Toulson – Michael
- Spike Fearn – Olly
- Harry Perdios – Toby
- Ruby Thompson – Laura
- Ethan James Smith – Scott
- Onur Eksioglu – Onur
- Cafer Karahan – sprzedawca dywanów
- Kayleigh Coleman – Jane
- John Stuifzand – animator w kurorcie
- Tyler Mutlu – rezydent hotelu w kurorcie
- Kieran Burton – Alex
- Nijat Gachayev – recepcjonista hotelu
- Sarah Makharine – partnerka dorosłej Sophie
- Erol Cengizalp – mężczyzna z aparatem

Źródło: IMDb

## Nagrody i nominacje
Oscary
- nominacja w kategorii najlepszy aktor pierwszoplanowy dla Paul Mescal

BAFTA
- wygrana w kategorii najlepszy debiutujący brytyjski reżyser, scenarzysta lub producent – Charlotte Wells
- nominacja w kategorii najlepszy film brytyjski – Adele Romanski, Amy Jackson, Barry Jenkins, Charlotte Wells, Mark Ceryak
- nominacja w kategorii najlepszy aktor pierwszoplanowy – Paul Mescal
- nominacja w kategorii najlepszy dobór obsady

Orły
- nominacja w kategorii najlepszy film europejski

Critics’ Choice
- nominacja w kategorii najlepszy aktor – Paul Mescal
- nominacja w kategorii najlepszy scenariusz oryginalny – Charlotte Wells
- nominacja w kategorii najlepszy młody aktor / aktorka – Frankie Corio

Film Independent
- wygrana w kategorii najlepszy film debiutancki – Adele Romanski, Amy Jackson, Barry Jenkins, Charlotte Wells, Mark Ceryak
- nominacja w kategorii najlepsze zdjęcia – Gregory Oke
- nominacja w kategorii najlepszy debiut aktorski – Frankie Corio
- nominacja w kategorii najlepszy montaż – Blair McCledon
- nominacja w kategorii najlepszy występ pierwszoplanowy – Paul Mescal

Europejska Akademia Filmowa
- nominacja w kategorii najlepszy europejski aktor – Paul Mescal

Goya
- nominacja w kategorii najlepszy film europejski – Charlotte Wells

American Film Festival
- nominacja – sekcja "Highlights" – Charlotte Wells

Amerykańska Gildia Reżyserów Filmowych (DGA)
- wygrana w kategorii najlepsze osiągnięcie reżyserskie w pierwszym filmie fabularnym – Charlotte Wells

Amerykańskie Stowarzyszenie Krytyków Filmowych (NSFC)
- wygrana w kategorii najlepszy reżyser – Charlotte Wells

BIFA
- wygrana w kategorii najlepszy brytyjski film niezależny - Adele Romanski, Amy Jackson, Barry Jenkins, Charlotte Wells, Mark Ceryak
- wygrana w kategorii najlepszy reżyser – Charlotte Wells
- wygrana w kategorii najlepszy scenariusz – Charlotte Wells
- wygrana w kategorii najlepsze zdjęcia – Gregory Oke
- wygrana w kategorii najlepszy kierownik muzyczny – Lucy Bright
- wygrana w kategorii najlepszy montaż – Blair McCledon
- Nagroda Specjalna – Nagroda im. Douglasa Hickoxa dla debiutującego reżysera – Charlotte Wells
- nominacja w kategorii najlepszy debiutujący scenarzysta – Charlotte Wells
- nominacja w kategorii najlepsza charakteryzacja i fryzury
- nominacja w kategorii najlepsza muzyka – Oliver Coates
- nominacja w kategorii najlepsza scenografia – Billur Turan
- nominacja w kategorii najlepsze kostium – Frank Gallacher
- nominacja w kategorii najlepszy debiut aktorski – Frankie Corio
- nominacja w kategorii najlepszy dobór obsady
- nominacja w kategorii najlepszy dźwięk – Jovan Ajder, Ruben Aguirre Barba, Vijay Rathinam, İsmail Alacan
- nominacja w kategorii najlepszy łączony występ aktorski – Frankie Corio, Paul Mescal

Bostońskie Stowarzyszenie Krytyków Filmowych
- wygrana w kategorii najlepszy montaż – Blair McCledon
- wygrana w kategorii najlepszy nowy twórca filmowy – Charlotte Wells

Gotham Awards
- wygrana w kategorii najlepsza przełomowa praca reżysera – Charlotte Wells
- nominacja w kategorii najlepszy film fabularny – Adele Romanski, Amy Jackson, Barry Jenkins, Charlotte Wells, Mark Ceryak
- nominacja w kategorii najlepszy występ pierwszoplanowy – Paul Mescal
- nominacja w kategorii najlepsza przełomowa rola aktorska – Frankie Corio

Irish Film & Television Awards
- wygrana w kategorii najlepszy aktor – Paul Mescal
- nominacja w kategorii najlepszy film zagraniczny – Charlotte Wells

Internetowe Stowarzyszenie Krytyków Filmowych (OFCS)
- wygrana w kategorii najlepszy debiut filmowy – Charlotte Wells
- nominacja w kategorii najlepszy film
- nominacja w kategorii najlepszy reżyser – Charlotte Wells
- nominacja w kategorii najlepszy aktor – Paul Mescal

National Board of Review
- wygrana w kategorii najlepszy debiut reżyserski – Charlotte Wells
- nominacja w kategorii najlepsze filmy roku

Stowarzyszenie Krytyków Filmowych z Atlanty (AFCC)
- wygrana w kategorii najlepszy pierwszy film – Charlotte Wells

Stowarzyszenie Krytyków Filmowych z Chicago (CFCA)
- Chicago Flame – Nagroda im. Milosa Stehlika dla debiutującego filmowca – Charlotte Wells
- nominacja w kategorii najlepszy film
- nominacja w kategorii najlepszy aktor
- nominacja w kategorii najbardziej obiecujący występ aktorski
- nominacja w kategorii najlepszy montaż
- nominacja w kategorii najlepszy scenariusz oryginalny

Stowarzyszenie Krytyków Filmowych z Denver (DFCS)
- nominacja w kategorii najlepszy aktor
- nominacja w kategorii najlepszy reżyser
- nominacja w kategorii najlepszy scenariusz oryginalny

Stowarzyszenie Krytyków Filmowych z Florydy (FFCC)
- wygrana w kategorii najlepszy pierwszy film
- nominacja w kategorii najlepszy film
- nominacja w kategorii najlepszy aktor
- nominacja w kategorii najlepszy reżyser
- nominacja w kategorii przełomowa rola

Stowarzyszenie Krytyków Filmowych z Georgii (GAFCA)
- nominacja w kategorii najlepszy aktor

Stowarzyszenie Krytyków Filmowych z Los Angeles (LAFCA)
- wygrana w kategorii najlepszy montaż

Stowarzyszenie Krytyków Filmowych z San Francisco (SFBAFCC)
- nominacja w kategorii najlepszy aktor
- nominacja w kategorii najlepszy reżyser
- nominacja w kategorii najlepszy montaż
- nominacja w kategorii najlepszy scenariusz oryginalny

Stowarzyszenie Nowojorskich Krytyków Filmowych
- wygrana w kategorii najlepszy pierwszy film